# 安徽粮食工程职业学院
安徽粮食工程职业学院是位于中华人民共和国安徽省合肥市一所粮食类高等院校，隶属于安徽省粮食和物资储备局，业务接受安徽省教育厅领导。

## 校史沿革
学校前身为1964年建立的安徽省合肥粮食学校，2002年更名为安徽经济技术学校，2007年5月成立安徽商贸工程技师学院，2012年3月经安徽省人民政府批准设立安徽粮食工程职业学院，成为高等职业院校。。

## 基本概况
学校现有教职工200余人，在校生5000余人。学校占地面积340亩，总建筑面积15万余平方米。馆藏纸质图书23万余册，电子图书50万余册。

## 院系专业
学校现设6个教学系部，开设32个专业：
- 粮食工程系
- 食品生物系
- 机电工程系
- 信息技术系
- 工商管理系
- 基础学科部